# Samsung Galaxy Z Fold 3
El Samsung Galaxy Z Fold 3 (estilizado como Samsung Galaxy Z Fold3, vendido como Samsung Galaxy Fold 3 en ciertos territorios) es un teléfono inteligente plegable que forma parte de la serie Samsung Galaxy Z. Samsung Electronics lo reveló el 11 de agosto de 2021 en el evento Galaxy Unpacked junto con el Z Flip 3. Es el sucesor del Samsung Galaxy Z Fold 2.
En marzo de 2022, Samsung renombró el dispositivo como "Galaxy Fold 3" en ciertos territorios de Europa del Este por razones de confidencialidad relacionadas con la invasión rusa de Ucrania.

## Especificaciones

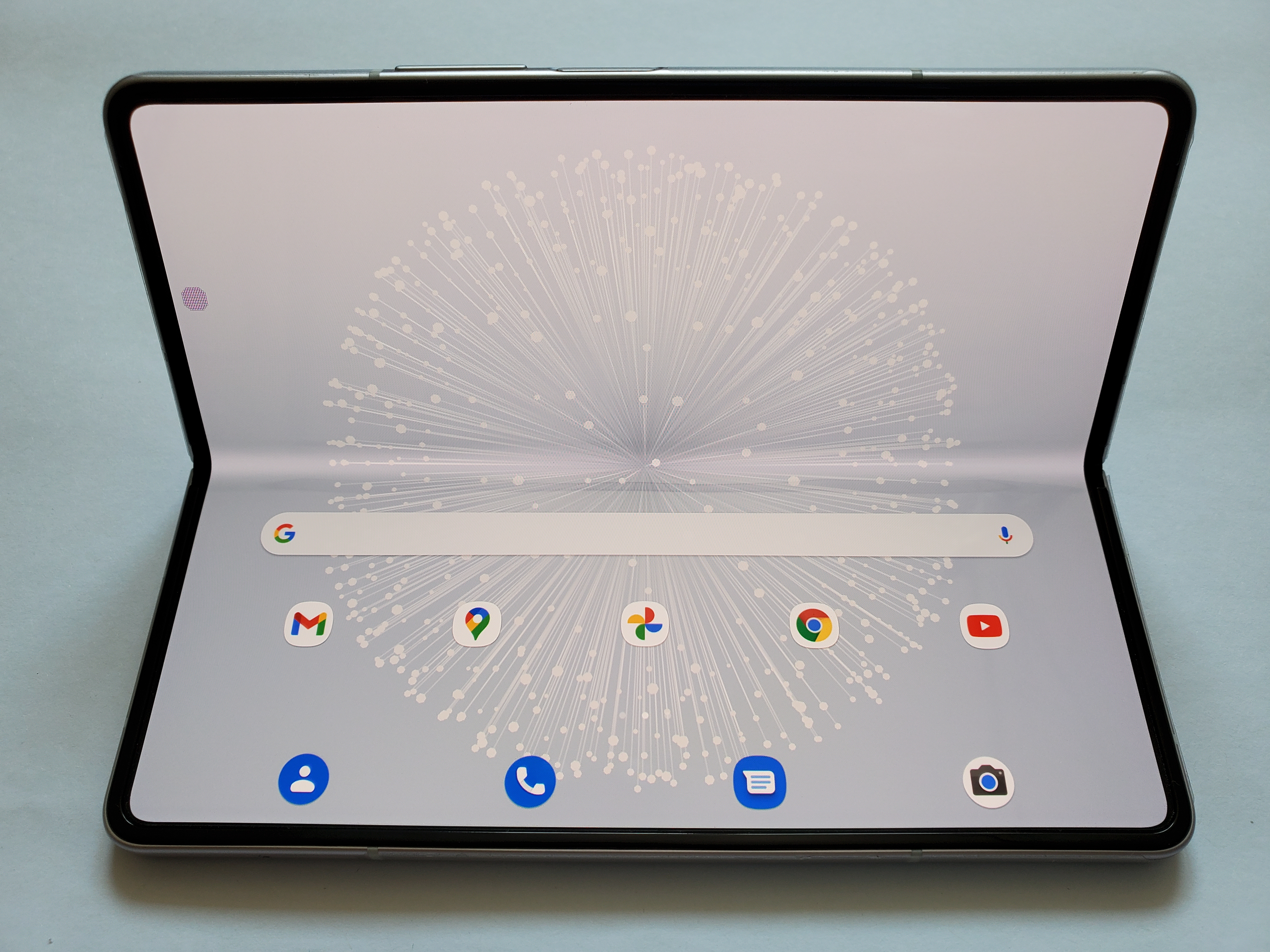
Samsung Galaxy Z Fold 3 (Frente)

### Diseño
La pantalla exterior y el panel trasero del Z Fold 3 usan Gorilla Glass Victus, mientras que la pantalla interior plegable está hecha de "Ultra-Thin Glass" propiedad de Samsung, con dos capas protectoras de plástico que la cubren.
El Z Fold 3 tiene una clasificación de protección de ingreso IPX8 para resistencia al agua, sin clasificación de resistencia al polvo. El marco exterior está construido de aluminio, comercializado como 'Armor Frame' por Samsung, que se afirma que es un 10% más resistente que el marco de aluminio del Z Fold 2.

### Hardware
El Galaxy Z Fold 3 tiene dos pantallas: su pantalla exterior, que es una pantalla de 6,23 pulgadas con una frecuencia de actualización variable de 120 Hz, y su pantalla interior plegable, que es una pantalla de 7,6 pulgadas y 120 Hz, con soporte para el S Pen Pro y la edición S Pen Fold.
El dispositivo tiene 12 GB de RAM y 256 o 512 GB de almacenamiento flash UFS 3.1, sin soporte para expandir la capacidad de almacenamiento del dispositivo a través de tarjetas micro-SD.
El Z Fold 3 equipa el Qualcomm Snapdragon 888, actualizado desde el Snapdragon 865+ del Z Fold 2.
La batería incluida del dispositivo es una de doble celda de 4400 mAh que se carga rápidamente a 25 W a través de un cable USB-C, o mediante carga inalámbrica de hasta 10 W.
El Z Fold 3 cuenta con 3 cámaras traseras, incluida una cámara principal de 12 MP, una cámara ultra gran angular de 12 MP y una cámara de teleobjetivo de 12 MP, y cuenta con dos cámaras frontales, una cámara selfie de 10 MP en la pantalla exterior y una cámara debajo de la pantalla de 4MP en la pantalla interna plegable.
Samsung deshabilitará las funciones relacionadas con la cámara si el usuario intenta desbloquear el gestor de arranque.